# Moldau-Kaskade
Die Moldau-Kaskade (tschechisch: Vltavská kaskáda) ist die Bezeichnung für ein System von Stauanlagen entlang der Moldau in Tschechien. Sie umfasst sowohl den wasserreichsten Stausee (Orlík) als auch den flächenmäßig größten Stausee (Lipno) des Landes. Die Stauseen und Kraftwerke der Kaskade dienen vor allem der Energieerzeugung und dem Hochwasserschutz Prags (alle Seen liegen von Prag aus gesehen flussaufwärts). Ferner sind die Seen touristisch erschlossen, vor allem der Stausee Lipno, und werden für den Segel- und Rudersport genutzt. Die Moldau-Kaskade stellt insgesamt einen der größten Stauräume im gesamten Einzugsgebiet der Elbe dar. Die Stauanlagen sind im Einzelnen:
| Flusskilometer | Stausee    | Bau     | Höhe m n.m. | Fläche km² | Länge km | Breite km | Tiefe (max.) m | Volumen Mio. m³ |
| -------------- | ---------- | ------- | ----------- | ---------- | -------- | --------- | -------------- | --------------- |
| 329,5          | Lipno I    | 1952–59 | 725,6       | 48,7       | 48       | 10        | 21,5           | 306,000         |
| 319,1          | Lipno II   | 1952–59 | 557,6       | 0,325      | 7        |           | 11,5           | 1,685           |
| 210,4          | Hněvkovice | 1986–92 | 376,5       | 2,68       |          |           | 27             | 21,100          |
| 200,4          | Kořensko   | 1986–91 | 353         |            |          |           |                |                 |
| 144,6          | Orlík      | 1954–66 | 330         | 27,3       | 68       |           | 74             | 720,000         |
| 134,7          | Kamýk      | 1956–62 |             |            |          |           |                | 17              |
| 91,5           | Slapy      | 1951–54 | 271         | 13,92      |          |           |                | 58              |
| 84,4           | Štěchovice | 1937–45 |             | 1,14       | 9,4      |           | 22,5           | 11,200          |
| 71,4           | Vrané      | 1930–36 |             | 2,51       | 13       |           | 9,7            | 11,1            |

Anmerkung: Die Kilometrierung beginnt wie in Tschechien üblich an der Mündung, nicht wie in Deutschland üblich an der Quelle.